# Sylvilagus transitionalis
Sylvilagus transitionalis е вид бозайник от семейство Зайцови (Leporidae). Видът е световно застрашен, със статут Уязвим.

## Разпространение
Разпространен е в САЩ (Върмонт, Кънектикът, Масачузетс, Мейн, Ню Йорк, Ню Хампшър и Род Айлънд).